# Lorenzo Folch de Cardona
Lorenzo Folch de Cardona (Madrid, 1673 - id. 17 de desembre de 1731) va ser un erudit i home d'estat espanyol al servei de Carles II i Felip V, membre del Tribunal de la Suprema Inquisició, del Consell de Castella i de la Reial Acadèmia Espanyola.

## Biografia
Pertanyent a la noble família dels Folc de Cardona, era fill de Francisco Folc de Cardona, V marquès del Castell de Guadalest i almirall d'Aragó, i d'Andrea Pacheco Barba, II marquesa de Castrofuerte. En 1708 es va casar amb María de la Concepción Pérez de la Puente, filla d'Antonio Pérez de la Puente, del consell d'hisenda, i de Luisa Portocarrero, comtessa de Medellín; van tenir dos fills: Luisa i Francisco Antonio.
Va estudiar lleis i cànons en la universitat de Salamanca, sent designat als 18 anys canonge i ardiaca de l'església d'aquesta ciutat. En 1699 va obtenir beca en el Col·legi Major de San Ildefonso d'Alcalá de Henares, d'on va sortir per ocupar plaça com a alcalde d'hijosdalgo de la Real Chancillería de Valladolid i posteriorment alcalde de Casa i Cort, en les funcions de la qual va intervenir en el procés contra el Duc de Riperdá.
Amb la intermediació de l'inquisidor general Diego Sarmiento Valladares, va ser nomenat fiscal de la Inquisició de Còrdova, per passar després a formar part del consell inquisitorial de Granada. Va ocupar plaça de canonge de l'església de Sevilla per la intermediació del seu parent Jaime de Palafox y Cardona, arquebisbe de Sevilla.
Posteriorment va marxar a Madrid, on el nou inquisidor Joan Tomàs de Rocabertí el va fer del consell de la suprema inquisició. També va formar part del Consell de Guerra i del Consell de Castella. En 1724 va obtenir la butaca F de la Reial Acadèmia Espanyola en substitució del mort Bartolomé de Alcázar, col·laborant en les primeres edicions del Diccionario de autoridades.